# 欢增
歡增 （Ānandavardhana，820–890）印度著名詩人，著有詩論《韻光》（Dhvanyāloka），指出“韻是詩的靈魂。”其“韻”的理論為印度古典詩學作出了貢獻。